# 하늘 부모님 (모르몬교)
하늘 부모님은 하늘에 아버지 하나님과 그의 아내인 하늘 어머니가 있다는 모르몬교의 교리로 조셉 스미스가 창시했다. 다른 기독교계 신흥 종교에도 하늘 부모님 교리가 있는 곳이 있다.
예수 그리스도 후기 성도 교회와 진보적 모르몬 교단인 예수 그리스도 회복 교회(Restoration Church of Jesus Christ),와 모르몬 원리주의에서 가르쳐진다.